# Зотиков, Евгений Викторович
Евгений Викторович Зо́тиков 9 декабря 1852, Москва — 8 декабря 1913, Москва) — Коллежский секретарь, инженер-механик, инженер путей сообщения, личный почетный гражданин.

## Происхождение
Принадлежит к известному в 18 - 19 в.в. в городе Елабуга роду Зотиковых.
По преданию после взятия Казани (1552 г.) царь Иван IV послал в край, где расположена Елабуга, священника Зотика и несколько десятков воинов для изыскания удобных для заселения русскими земель. Прибыв в эти места, Зотик заложил двухпредельную церковь в честь Ильи Пророка и Покрова. Узнав об этом, Иван Грозный пожертвовал две иконы — «Святого Покрова» и «Трёх святителей»: Василия Великого, Григория Богослова, Иоанна Златоуста. На иконе «Трёх святителей» была надпись: «Ивана Васильевича» 1570 г.
И. В. Шишкин, отец русского художника-живописца И. И. Шишкина в своём дневнике пишет: «Родитель мой, Василий Афанасьевич, был женат на [Авдотье Афанасьевне Зотиковой (1763—1841)] дочери коллежского секретаря Афанасия Ивановича Зотикова, <…>, чей род ведется от попа Зотика, которому царь Иван Васильевич Грозный после взятия Казани прислал в дар икону трёх святителей в девятиглавом киоте, эта икона и киот в Покровской церкви и по сие время находится. Он занимал должность повытчика духовного правления, но управлял по своему уму не только всем духовным правлением, попами и протопопами, но и гражданские чиновники от него много зависели, на которых он тоже имел большое влияние, и к тому же был искусный мастер по многим предметам».

## Биография
Евгений Викторович Зотиков родился в Москве, 9 декабря 1852 года, в семье титулярного советника Виктора Васильевича Зотикова (1823—н.д.) и Анастасии Петровны Зотиковой (урожд. Никольской) (1827—1909).
Старший брат Виктор Викторович Зотиков — инженер-механик, в 1909—1917 г.г. директор Раменской бумаго—прядильной и ткацкой фабрики Промышленного и Торгового товарищества «П. Малютина сыновья».
Сестры — Маргарита Викторовна Каринская (урожд. Зотикова), жена Заслуженного ординарного профессора Санкт-Петербургской Духовной академии по кафедре истории философии, доктора философии, статского советника М. И. Каринского и Людмила Викторовна Зотикова.
После преждевременной смерти отца, с 1864 года — воспитанник Ремесленного учебного заведения Императорского Московского Воспитательного Дома.
В 1873 г. Е. В. Зотиков окончил Инжерено-механическое отделение Императорского Московского технического училища (ИМТУ) со званием инженер-механика, работал на Московско-Курской и Московско-Казанской железных дорогах, занимался проектированием и постройкой железнодорожных мостов, опубликовал ряд исследований по теории мостовых ферм.
31.07.1898 г. по докладу министра путей сообщения Е. В. Зотикову присвоено звание инженера путей сообщения.
С 16.09.1899 г. определён на службу в Министерство путей сообщения с увольнением на три года в общество Московско—Казанской железной дороги. 14.01.1902 г. приказом по гражданскому ведомству утвержден по званию инженер-механика, в чине коллежского секретаря.
Совмещал службу с преподавательской работой. С 18 сентября по 23 ноября 1881 г. — доцент машиностроения ИМТУ, читал лекционный курс по сопротивлению материалов. С 1 января 1903 г. был назначен экстраординарным профессором по строительному искусству Киевского политехнического института, но в Киев не поехал и 27.09.1903 г. согласно прошению от должности профессора был уволен. На предложение занять профессорскую должность в Харьковском технологическом институте ответил отказом, не желая уезжать из Москвы. Причислен к Министерству путей сообщения с 1 июня 1903 г.
Е. В. Зотиков скончался 8 (21) декабря 1913 года от воспаления легких, похоронен на Ваганьковском кладбище в Москве; могила утрачена.

## Семья
Жена — Зотикова (урожд. Савицкая) Елизавета Аполлоновна (1858—1950), выпускница Московского Усачевско-Чернявского женского училища, домашний учитель, выйдя замуж, оставила работу и посвятила все своё время воспитанию четверых детей: Татьяны, Екатерины, Владимира и Виктора.
Дети Е. В. Зотикова посвятили свою жизнь науке и народному образованию: Зотикова Татьяна Евгеньевна (1881—1956) — учитель начальных классов; Зотикова Екатерина Евгеньевна (1885—1976) — окончила 1-ю Московскую женскую гимназию и физико-математический факультет Высших женских курсов, учитель математики, Заслуженный учитель школы РСФСР, награждена Орденом Ленина и Орденом «Знак Почёта»; Зотиков Владимир Евгеньевич (1887—1970) — известный ученый-текстильщик, Заслуженный деятель науки и техники РСФСР; Зотиков Виктор Евгеньевич (1888—1969) — учитель физики, награждён Орденом Трудового Красного Знамени. О младшем сыне Е. В. Зотикова один из его учеников писал: «У нас преподавал физику Виктор Евгеньевич Зотиков, очень худой, очень высокий, невероятно строгий — и такой же, в сущности, добрый, как Михаил Иванович. Только доброта его пряталась ещё глубже. Он учил нас немножко свысока, презирая нашу лень, и мы старались. А ещё он учил нас, что по утрам человек должен идти на работу или в школу неторопливо и обдумывать свою жизнь…».